# جون رايلي
جون رايلي (بالإنجليزية: John Riley) هو مجدف أمريكي، ولد في 14 فبراير 1964 في مقاطعة مارين في الولايات المتحدة.

## وصلات خارجية
- جون رايلي على موقع الاتحاد الدولي للتجديف (الإنجليزية)
- جون رايلي على موقع اللجنة الأولمبية الدولية (الإنجليزية)
- جون رايلي على موقع أوليمبيديا (الإنجليزية)